# 지미 매키니

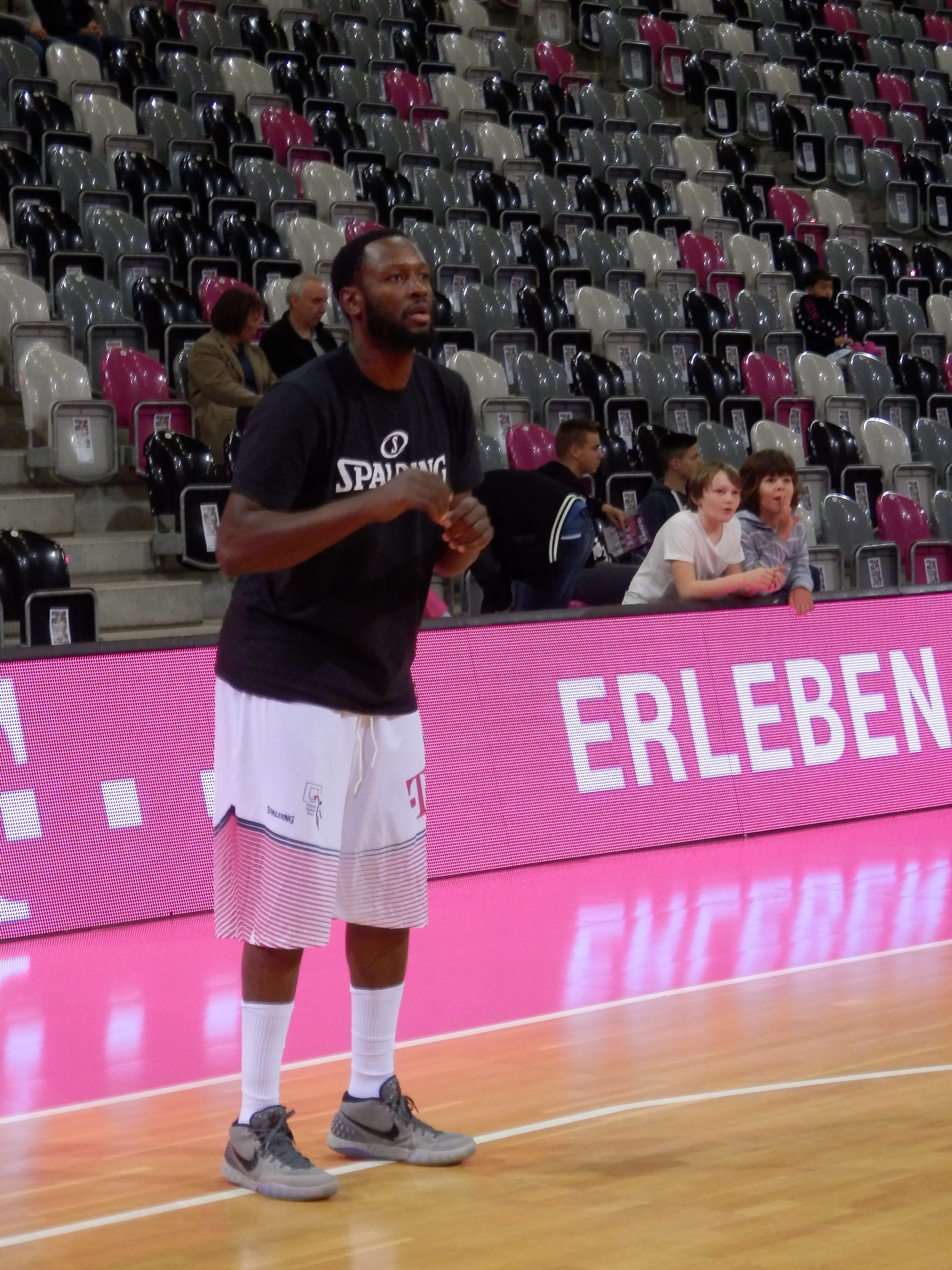

지미 매키니(Jimmy McKinney, 1983년 8월 23일 ~ )는 미국의 농구 선수 겸 배우이다.
미시간 세인트루이스에서 태어났다.

## 영화
- 스트리트볼러스 (2009년)